# Mammifères introduits sur les îles de reproduction d'oiseaux marins
Les oiseaux de mer comptent parmi les taxons les plus menacés au monde. Par exemple, parmi les espèces d'albatros existantes, 82% sont répertoriées comme menacées, en danger ou en danger critique d'extinction par l'Union internationale pour la conservation de la nature. Les deux principales menaces pesant sur les oiseaux de mer sont les prises accidentelles dans les opérations de pêche commerciale, et l'introduction de mammifères sur leurs îles de reproduction. Les mammifères sont généralement introduits par l'homme, soit accidentellement comme passagers clandestins sur les navires, soit délibérément pour la chasse, l'élevage ou le contrôle biologique d'espèces introduites précédemment,,. Les mammifères introduits ont une multitude d'effets négatifs sur les oiseaux de mer, directs comme indirects. Les effets directs comprennent la prédation et la perturbation des activités de reproduction, et les effets indirects la transformation de l'habitat par le surpâturage, et des perturbations du cycle des nutriments, dues à l'arrêt de l'approvisionnement provenant des fientes d'oiseaux de mer,. Il existe d'autres espèces envahissantes sur les îles qui font des ravages sur les populations d'oiseaux indigènes (par exemple les serpents bruns sur l'île de Guam), mais les mammifères sont de loin les espèces les plus couramment introduites dans les îles, et les plus nuisibles à la reproduction des oiseaux marins. Malgré les efforts déployés pour éliminer ces espèces invasives, les mammifères introduits sont toujours présents sur environ 80% des îles du monde. 
Les bases de données sur la biodiversité des îles menacées (TIB) et sur l'éradication des espèces insulaires invasives (DIISE) constituent deux sources complètes sur l'état actuel des espèces invasives présentes dans les îles.

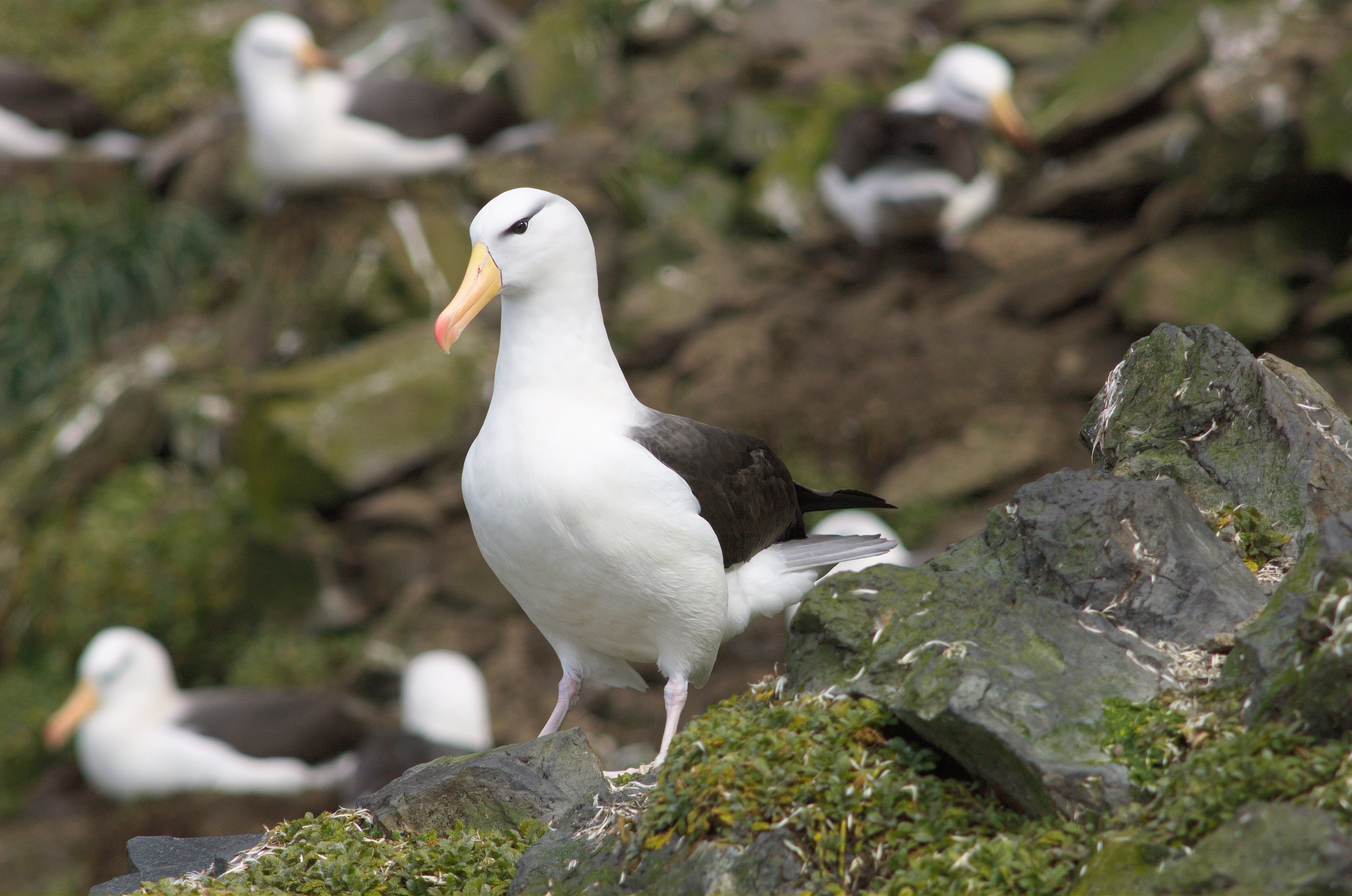
Un albatros à sourcils noirs dans sa colonie des îles Kerguelen.

## Espèces communément introduites

### Chats

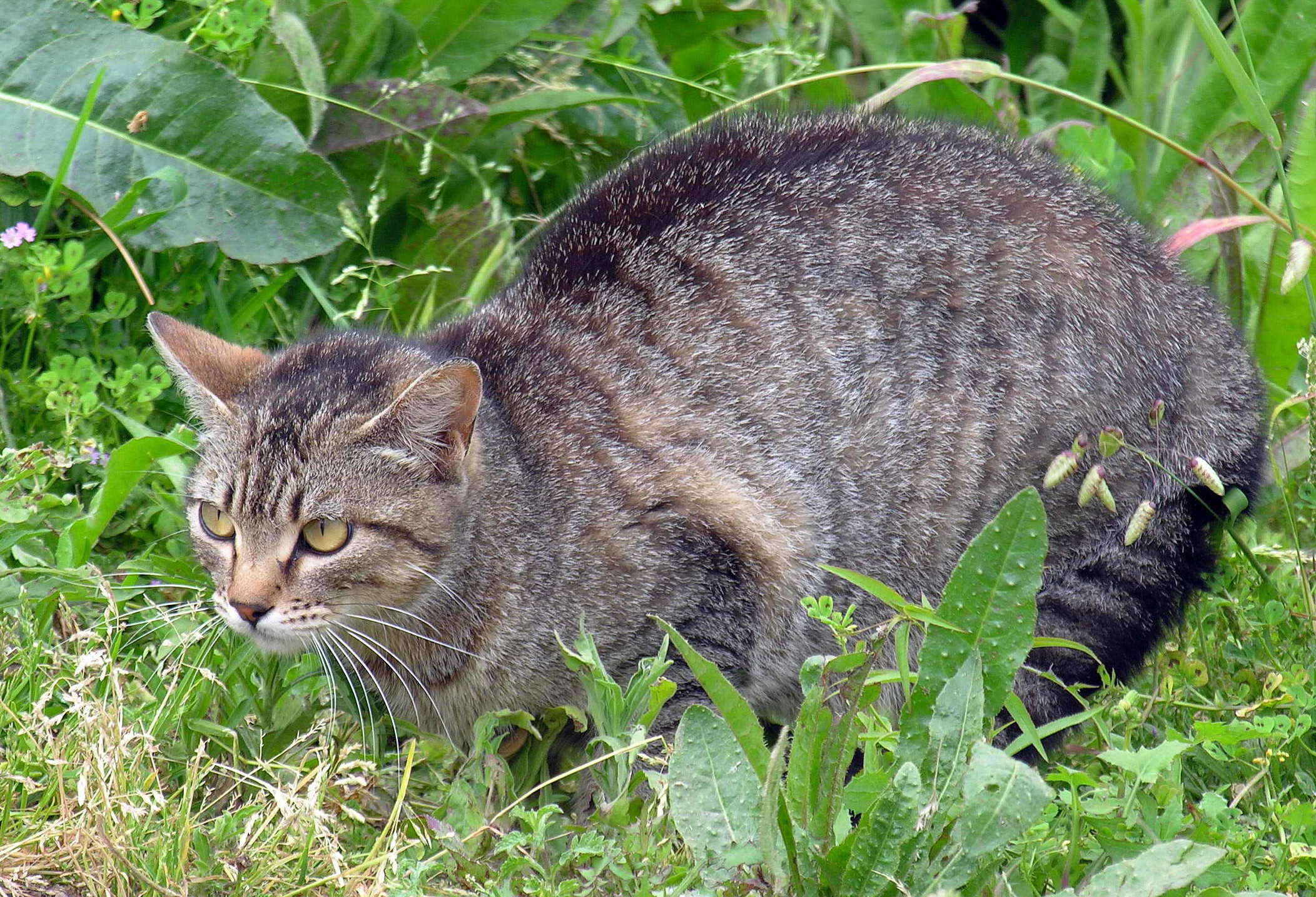
Le chat sauvage est l'un des prédateurs d'oiseaux marins nichant au sol les plus efficaces. Étant donné que de nombreux oiseaux de mer n'ont pas évolué avec les prédateurs terrestres, ils n'ont aucune défense contre les chats sauvages et ne les reconnaissent souvent même pas comme une menace.

Le chat haret (Felis catus) est l'un des mammifères les plus introduits, et l'un des prédateurs d'oiseaux marins nichant au sol les plus efficaces. Dans les îles Kerguelen, dans l'océan Austral, les chats tuent 1,2 million d'oiseaux marins nicheurs chaque année,. Une étude a déclaré que les chats étaient responsables de l'extinction de 10 espèces de pétrels au 20e siècle seulement. Les oiseaux de mer n'ont pas évolué avec les prédateurs terrestres et n'ont donc pas développé de défenses contre eux. Dans de nombreux cas, les oiseaux de mer ne reconnaissent même pas les chats sauvages comme une menace. Il a également été démontré que les chats présents sur les îles mangent de préférence les oiseaux marins, tandis que pendant la saison de non-reproduction, les chats se rabattent sur les insectes, rats et souris. 

### Rats

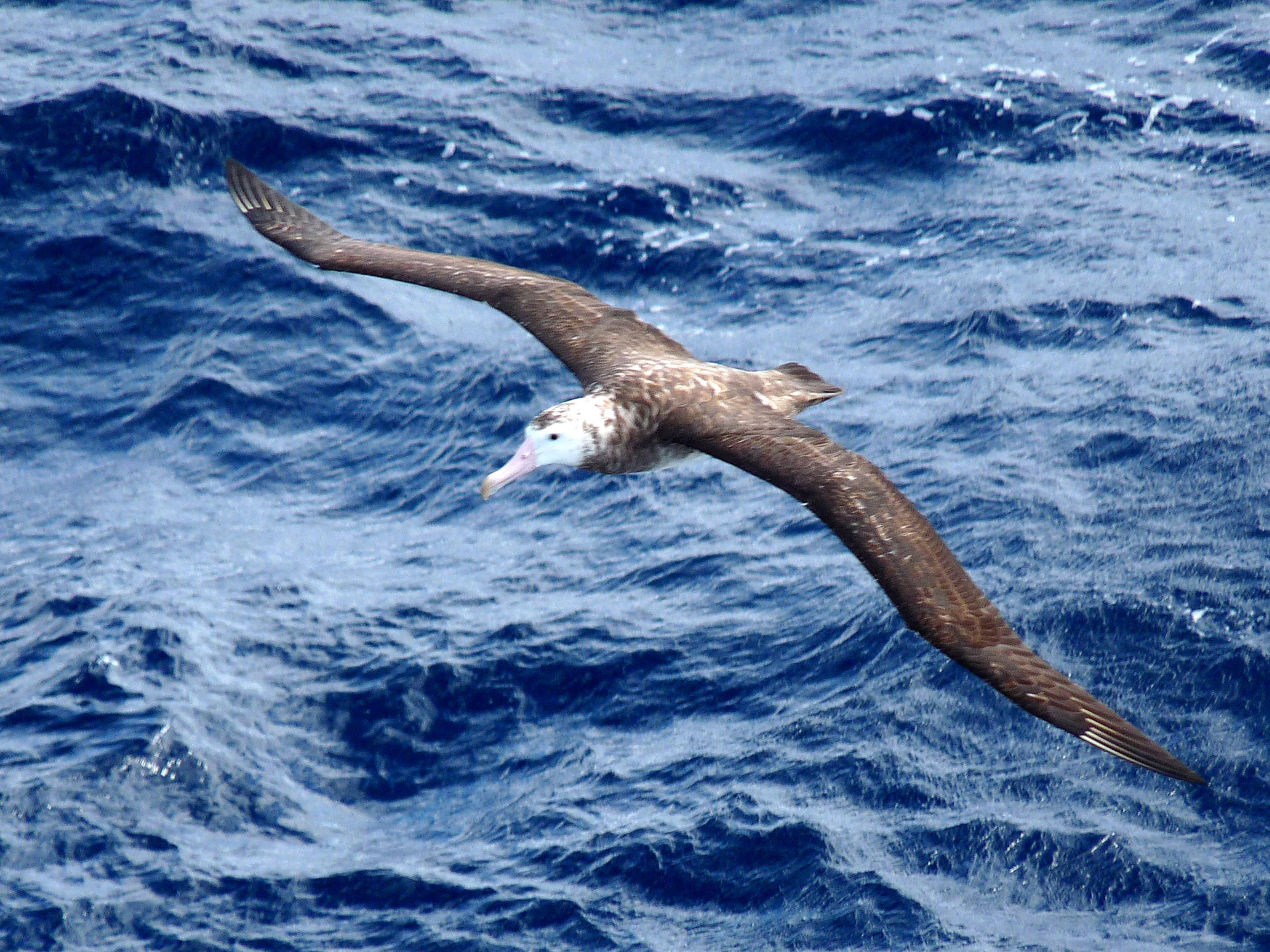
Un albatros Tristan adulte en vol. La population de cette espèce a été dévastée par les souris prédatrices, dans leur colonie de reproduction de l'île Gough, au cours des deux derniers siècles.

Les rats sont de loin les mammifères introduits les plus communs sur les îles habitées par les oiseaux marins. Actuellement, environ 80% des îles du monde contiennent des populations de rats exogènes. L'espèce introduite la plus courante est le surmulot (Rattus norvegicus), mais les rats noirs (R. rattus) et les rats polynésiens (R. exulans) ont trouvé leur chemin vers les îles au large et ont par la suite décimé les populations d'oiseaux. Les surmulots sont considérés comme les plus destructeurs en raison de leur taux de croissance démographique élevé et de leur plasticité écologique extrême, qui leur permet de vivre dans une grande diversité d'habitats et de climats. Il a été démontré que les rats introduits ont un impact négatif sur 75 espèces d'oiseaux de 10 familles différentes ; les plus petits oiseaux de mer nicheurs comme les pétrels de tempête et les puffins sont les plus affectés, tandis que les oiseaux de plus grande taille qui nichent en surface, tels que les goélands, semblent être les moins touchés grâce à leur capacité à défendre leurs œufs et leurs poussins.

### Souris
Les souris sont un autre mammifère couramment introduit dans les îles. L'espèce habituellement introduite est la souris domestique cosmopolite (Mus musculus). Comme les rats, les souris domestiques ont un taux de croissance intrinsèque élevé et sont exceptionnellement adaptables à un large éventail de conditions écologiques. Elles peuvent donc persister sur la majorité des îles du monde. Sur le continent, les souris mangent principalement des céréales et des insectes ; cependant, sur de minuscules îles éloignées, ces produits alimentaires sont souvent indisponibles, forçant les souris à s'adapter et à s'attaquer aux œufs et aux poussins d'oiseaux de mer. 
L'exemple le plus spectaculaire est celui de l'île Gough, au milieu de l'Atlantique Sud. Les souris ont atteint l'île Gough au 19e siècle et ont commencé à choisir pour proies les poussins d'oiseaux de mer. L'une des espèces les plus grandes et les plus menacées au monde, l'albatros de Tristan (Diomedea dabbenena), niche principalement sur cette île, et cela en raison de son manque historique de prédateurs terrestres. Les souris introduites à Gough Island ont évolué pour manger exclusivement des poussins d'albatros, et sont devenues en moyenne deux fois plus grandes que les souris domestiques normales. Même si les poussins d'albatros sont massifs par rapport aux souris, ils ne reconnaissent pas ces rongeurs comme une menace et se laissent manger vivants dans leurs nids . 

### Renards

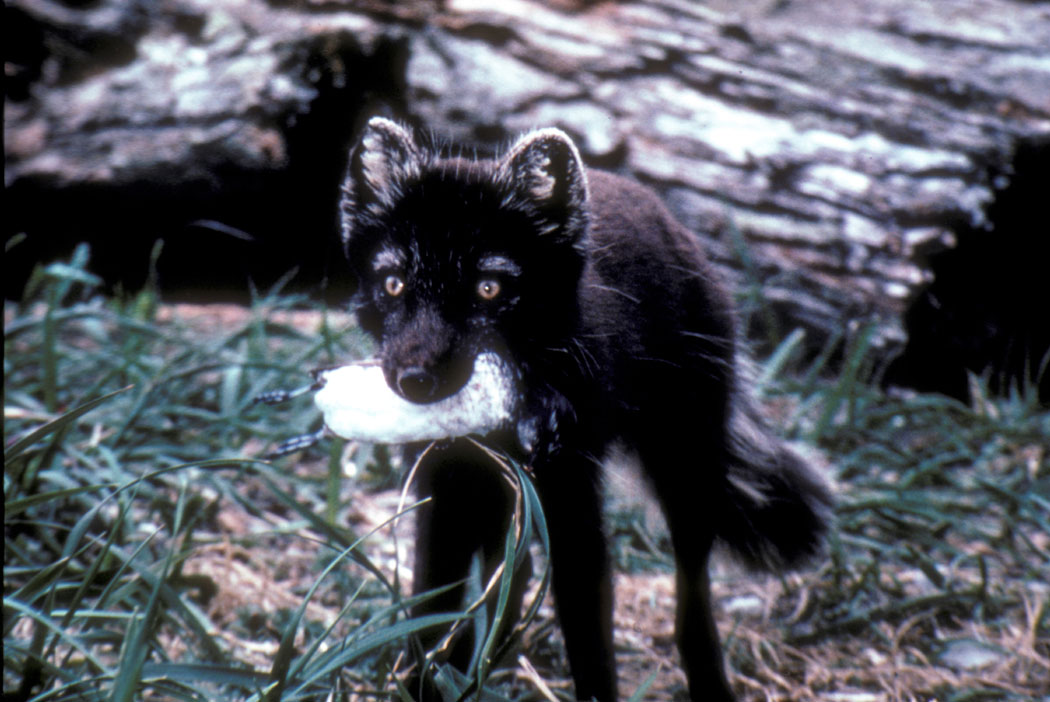
Un renard polaire capture un starique minuscule dans les îles Aléoutiennes, en Alaska.

Lorsqu'ils sont introduits, le renard polaire (Alopex lagopus) et le renard roux (Vulpes vulpes) sont des prédateurs très amateurs d'oiseaux marins nichant au sol. Les renards sont capables de tuer les oiseaux de mer adultes et jeunes car ces oiseaux n'ont jamais eu à développer une défense contre ces prédateurs. Les renards sont présents sur la chaîne des îles Aléoutiennes en Alaska depuis les années 1700 et ont considérablement réduit les populations d'oiseaux de mer, et ont même fait disparaître des espèces dans certaines îles. Le renard de Patagonie (Lycalopex griseus) a également été introduit dans les îles Malouines, qui abritent certaines des plus grandes colonies d'oiseaux de mer au monde.

### Ratons laveurs
Les ratons laveurs (Procyon lotor) sont des mammifères omnivores qui peuvent subsister avec un régime d'œufs et de poussins d'oiseaux de mer là où ils sont introduits. Les ratons laveurs diminuent le succès de reproduction des oiseaux marins : en 2004, des ratons laveurs ont été introduits dans les colonies de reproduction de goélands des îles Shoals, dans le Maine. Les îles sans ratons laveurs étaient 17 fois plus susceptibles de faire éclore et voler les poussins que les îles avec des ratons laveurs introduits. Autre exemple, les ratons laveurs introduits dans les îles Scott, en Colombie-Britannique, dans les années 1930, ont dévasté ce qui était la plus grande concentration d'oiseaux de mer reproducteurs dans le Pacifique oriental au sud de l'Alaska. 

### Lapins
Le rapport le plus récent indique que des lapins ont été introduits dans plus de 800 îles dans le monde. Cependant, ce rapport date de près de 20 ans, d'autres introductions se sont certainement produites depuis. Par le pâturage, les lapins modifient la structure végétale des îles dont les oiseaux marins dépendent pour leurs activités de reproduction. 

### Bétail
L'introduction du bétail dans les îles est un fait de longue date, qui avait pour but d'inciter à l'élevage et d'établir une résidence humaine permanente sur ces îles. Les effets négatifs du pâturage des animaux sur les écosystèmes insulaires sont principalement dus au changement de la couverture végétale, mais ces animaux ont également des effets directs sur les populations reproductrices d'oiseaux de mer, par le piétinement des nids et des poussins. Il y a même un exemple de porcs déterrant des terriers et consommant des puffins de Townsend, en voie de disparition (Puffinus auricularis), dans les îles Revillagigedo au large de la côte ouest du Mexique.

## Méthodes d'introduction et d'installation
La plupart des oiseaux marins se reproduisent sur des îles situées à des centaines, voire des milliers de kilomètres du continent ; par conséquent, le moyen le plus courant pour les mammifères d'accéder à ces îles est l'introduction par les hommes,,, de manière intentionnelle et/ou accidentelle. Quelle que soit leur méthode d'introduction, une fois que les mammifères s'établissent sur ces îles, leurs populations augmentent rapidement, du fait de l'occupation rapide des niches écologiques vacantes, ainsi que de l'approvisionnement apparemment sans fin de nourriture facile à capturer sous la forme d'oiseaux de mer sans méfiance, principalement des œufs et des poussins. 

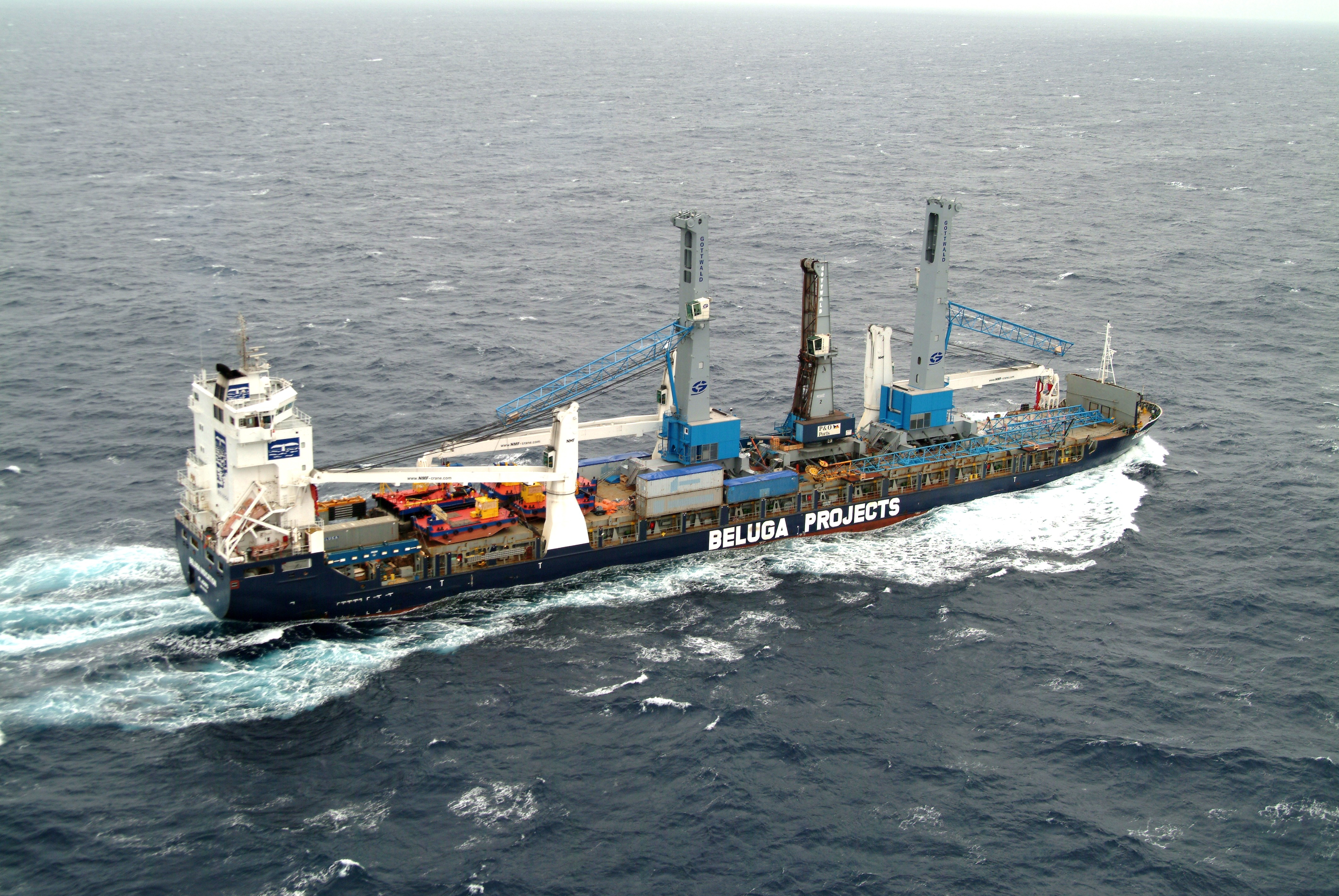
De nombreux mammifères introduits dans les îles du monde entier arrivent comme passagers clandestins à bord des cargos.

### Accidentelles
Les rongeurs se rendent généralement dans les îles comme passagers clandestins à bord des navires. Une fois que ces navires atteignent les îles, les souris et/ou les rats s'échappent et établissent des populations sur les îles. Du fait de leur taux intrinsèque élevé de croissance démographique et de l'extrême plasticité écologique de leur régime alimentaire et de leurs préférences en matière d'habitat, leurs populations augmentent souvent astronomiquement quelques années seulement après leur introduction,. Sur les 328 espèces d'oiseaux marins dans le monde, plus de 30% d'entre elles sont répertoriées comme menacées ou en danger par l'UICN, et les rongeurs introduits accidentellement dans les îles sont considérés comme la plus grande menace terrestre pour les oiseaux de mer. Habituellement, ces rats et souris doivent adapter leur alimentation lorsqu'ils atteignent les îles, mais une fois qu'ils le font, il y a très peu de contrôle de leurs populations,. De plus, dans les cas où les îles ont déjà des populations indigènes de petits mammifères insulaires, ils sont souvent poussés vers l'extinction par les envahisseurs les plus agressifs et plastiques. Pour ces raisons, l'éradication des rats et des souris sur les îles est prioritaire par rapport à toute autre élimination d'espèces exogène,. 

### Intentionnelles
Il existe également de nombreux exemples d'humains qui introduisent délibérément des mammifères dans des îles éloignées,,. Trois raisons principales motivent les gens à introduire délibérément des mammifères dans les îles. La première consiste à démarrer l'élevage et l'agriculture sur les îles, en tant que précurseurs de l'installation d'une résidence humaine permanente . La deuxième raison est la chasse, avec le soutien financier des chasseurs sportifs et des sociétés de traite des fourrures,,. La troisième raison est une forme de lutte biologique contre d'autres espèces invasives qui ont été précédemment relâchées sur les îles. La libération de chats pour contrôler les populations de rongeurs en est l'exemple le plus courant ; ironiquement, les chats qui sont relâchés sont des prédateurs beaucoup plus efficaces pour les oiseaux de mer indigènes que les rongeurs qu'ils étaient censés contrôler. 

## Conséquences de l'introduction des mammifères
Les effets négatifs provoqués par les mammifères introduits sur les îles sont d'une extrême ampleur, très variés et peuvent être ressentis presque immédiatement après l'introduction,. 

### Directes
Les effets directs sont les plus notables. La prédation est la forme d'impact direct la plus courante et influe grandement sur le succès d'éclosion et d'envol des jeunes oiseaux marins,. La prédation seulement par les rats a été désignée comme la principale cause d'au moins 11 extinctions d'oiseaux de mer dans le monde,. Dans certains cas, des prédateurs qualifiés tels que les renards ou les chats s'attaquent même à des oiseaux adultes,. La prédation par les chats sur les océanites de Guadalupe adultes (Oceanodroma macrodactyla) seraient la principale cause de l'extinction de cette espèce au début du XXe siècle. 
Il existe d'autres moyens directs par lesquels les mammifères introduits peuvent affecter négativement les populations d'oiseaux de mer en phase de reproduction. Le bétail peut piétiner les nids d'oiseaux de mer, les terriers, les œufs et les poussins. Une étude sur l'influence des surmulots sur le succès de la reproduction du starique minuscule (Aethia pusilla) a constaté que même s'il n'y avait pas beaucoup de preuves de prédation, le succès global de la reproduction de la colonie a diminué de manière significative, à cause du stress engendré par les rats sur les stariques adultes qui tentent de couver ou de nourrir les poussins. Les lapins affectent également le succès de la nidification des oiseaux marins. Ils se disputent les sites de nidification, modifient les terriers existants et causent des dommages physiques aux œufs et aux poussins. En plus de consommer des œufs et des poussins, les porcs introduits déterrent et détruisent également les terriers des oiseaux,. Les chats sauvages sont la cause d'un tel dérangement que les oiseaux adultes peuvent abandonner leur nid. Les chats tuent aussi fréquemment plus d'oiseaux de mer qu'ils n'en consomment réellement, un comportement appelé surplus de mise à mort. 

### Indirectes
Les mammifères introduits ont également une multitude d'effets indirects sur les oiseaux de mer qui pourraient ne pas être aussi évidents que les effets directs. Les bovins, lapins, chèvres et autres animaux de pâturage introduits modifient radicalement la couverture végétale des îles, augmentant l'érosion du sol,,. Cela modifie radicalement la forme des îles et les types d'habitat, auxquels les oiseaux marins nicheurs sont très sensibles. Ainsi, sur l'île de Cabbage Tree, en Australie, où le pétrel de Gould menacé (Pterodroma leucoptera) niche, lorsque les lapins introduits ont sur-pâturé le sous-étage de la forêt, ces pétrels fouisseurs sont devenus plus exposés aux prédateurs, et plus sujets à l'enchevêtrement dans les fruits collants de l'arbre Pisonia umbellifera. 
Des interactions indirectes ont lieu également. Dans la chaîne des îles Aléoutiennes en Alaska, plus de 10 millions d'oiseaux de mer forment des colonies denses, et beaucoup sont fortement affectées par la prédation directe des renards arctiques introduits. Cependant, des recherches récentes ont montré que les oiseaux de mer altèrent radicalement la flore de leurs îles nicheuses en fournissant par leurs fientes des nutriments aux plantes,. Une fois ces colonies décimées par les prédateurs introduits, le cycle des nutriments est interrompu et les communautés végétales des îles changent radicalement. Certains des oiseaux de mer restants ont du mal à s'adapter à ce bouleversement de la végétation, et sont obligés de se reproduire ailleurs ou ont un succès reproductif plus faible. 

## Atténuation/éradication
Les graves conséquences sur les populations d'oiseaux marins nicheurs et la biodiversité des îles sont bien connus et largement relatés ; par conséquent, des efforts à grande échelle sont actuellement en place pour atténuer ces impacts et éradiquer complètement les mammifères introduits sur les îles,,. Cependant, l'efficacité des méthodes actuellement utilisées fait encore l'objet de débats,,. 

### Isolement
Dans certaines situations, les structures d'exclusion des prédateurs (permettant aux oiseaux adultes de se déplacer librement à l'intérieur et à l'extérieur du site du nid pour couver et nourrir les poussins, mais empêchant les mammifères prédateurs d'attaquer les œufs, les poussins ou les adultes) se sont avérées efficaces. La plupart des études sur l'efficacité de l'exclusion des prédateurs ont utilisé des canards ou des limicoles comme système d'étude. L'application de ces idées pour de vrais oiseaux de mer pourrait s'avérer peu pratique en raison de la densité et des emplacements où les oiseaux de mer nichent.

### Éradication
L'éradication partielle ou complète des espèces invasives est l'un des meilleurs moyens pour arrêter les effets négatifs de ces animaux,,. Les chèvres introduites ont été éradiquées avec succès dans 120 îles du monde entier. Pour ce faire, les scientifiques utilisent une combinaison d'outils pour localiser et éliminer les chèvres, comme les systèmes de positionnement mondial (GPS), les systèmes d'information géographique (SIG), la chasse aérienne par hélicoptère, les chiens de chasse et les chèvres de Judas. Grâce à cette approche multiforme, de grandes populations de chèvres (> 20 000 individus) ont été éradiquées des îles en quelques années seulement. 
Il y a eu des tentatives dans 387 îles du monde pour éradiquer les rongeurs et la plus récente synthèse des résultats montre que sur 284 de ces îles, les rongeurs ont été complètement exterminés. Des rodenticides ont été utilisés dans plus de 99% de ces campagnes d'éradication en utilisant trois méthodes de déploiement : les stations d'appât, la diffusion manuelle et la diffusion aérienne. Les stations d'appâts sont optimales pour minimiser les impacts non ciblés et d'autres formes de dommages environnementaux involontaires du poison, mais cette méthode est laborieuse et peut être impossible compte tenu de la topographie de certaines îles. La distribution aérienne de rodenticides par hélicoptère est désormais la méthode la plus courante, mais une combinaison de méthodes est souvent la plus efficace. 
Les chats sauvages se sont révélés plus difficiles à éliminer complètement des îles. Des chats sauvages ont été complètement retirés de 48 îles au cours du dernier demi-siècle, dont seulement 10 îles de plus de 10 km2. Semblable à l'éradication des chèvres, la technique d'éradication des chats la plus efficace consiste à combiner plusieurs approches, notamment la chasse, le piégeage vivant, les postes d'appâts empoisonnés et même la libération de virus félins parmi les populations de chats ,. Sur les petites îles, l'éradication des chats est plus simple, mais elle peut s'avérer extrêmement difficile sur les grandes îles peuplées d'humains. En raison du niveau élevé d'interaction entre les humains et les chats sauvages sur ces îles, les stations d'appâts empoisonnés et les virus félins doivent être utilisés avec parcimonie voire pas du tout. 
Island Conservation est l'une des principales organisations utilisant la technique de l'éradication des espèces invasive au profit des oiseaux de mer reproducteurs. 

### Efficacité
Nombreux sont ceux qui ont débattu de l'efficacité des campagnes d'éradication des mammifères invasifs, compte tenu des impacts non ciblés et environnementaux des méthodes utilisées,, du coût, et même ceux qui croient au problème des mammifères introduits sur les îles est surestimé,,. Cependant, étant donné que les mammifères introduits constituent une telle menace pour la biodiversité, la pensée commune est que des mesures doivent être prises pour éliminer ces mammifères des îles. De nombreuses études ont montré une efficacité écrasante des campagnes d'éradication individuelles, y compris le rétablissement partiel ou complet des populations d'oiseaux de mer,,,,. Les études ont montré que plus de 70% des campagnes d'éradication du rat  et de la chèvre  qui ont été tentées ont réussi à débarrasser les îles de ces mammifères envahissants. De plus, bien que les inquiétudes persistent quant au rétablissement des écosystèmes insulaires des siècles après l'élimination des mammifères envahissants, des recherches récentes suggèrent que, si elles sont gérées correctement, les îles pourraient ne prendre que quelques années à quelques décennies pour se rétablir ,. 